# 希尔斯多夫
希尔斯多夫（德語：Schillsdorf）是德国石勒苏益格－荷尔斯泰因州的一个市镇。总面积26.50平方公里，总人口891人，其中男性445人，女性446人（2011年12月31日），人口密度34人/平方公里。